# 北の恵み 食べマルシェ
北の恵み 食べマルシェ（きたのめぐみ たべまるしぇ）は、北海道旭川市で2010年から毎年秋に開催されているイベント。通称「食べマルシェ」。

## 概要
- 毎年秋に開催される、北海道最大級の食のイベント。開催地である旭川市をはじめ、主に北海道北部地域・東部地域と、旭川市と交流のある都市などから、飲食店や食品加工等に携わる事業者や自治体が出店している。
- JR旭川駅から常磐公園、その間をつなぐ平和通買物公園と七条緑道を会場に行われ、その全長は約1.7kmに及ぶ。共催事業である駅マルシェの出店数と合わせて、例年約300店舗が出店していることから、北海道で行われているグルメイベントとしては最大級のイベントとなっている。 なお、2022年から常磐公園会場の使用は見送られている。
- 1890年に旭川・神居・永山の3村が置かれてから120年目を迎えた2010年に、旭川市開村120年記念事業として第1回が10月に開催された。当初は1回のみの開催予定であったが、好評により継続して開催されることとなり、2011年からは毎年9月の、敬老の日が含まれる土日祝に行われている。
- 会場に設置されたステージでは、様々な催し物が行われる。

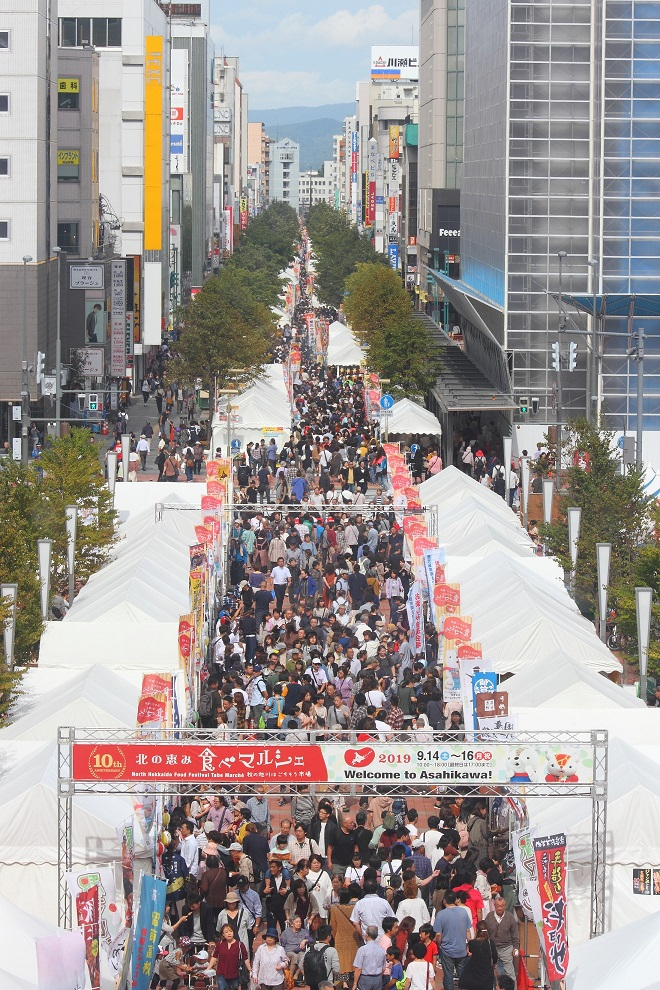
食べマルシェ展望

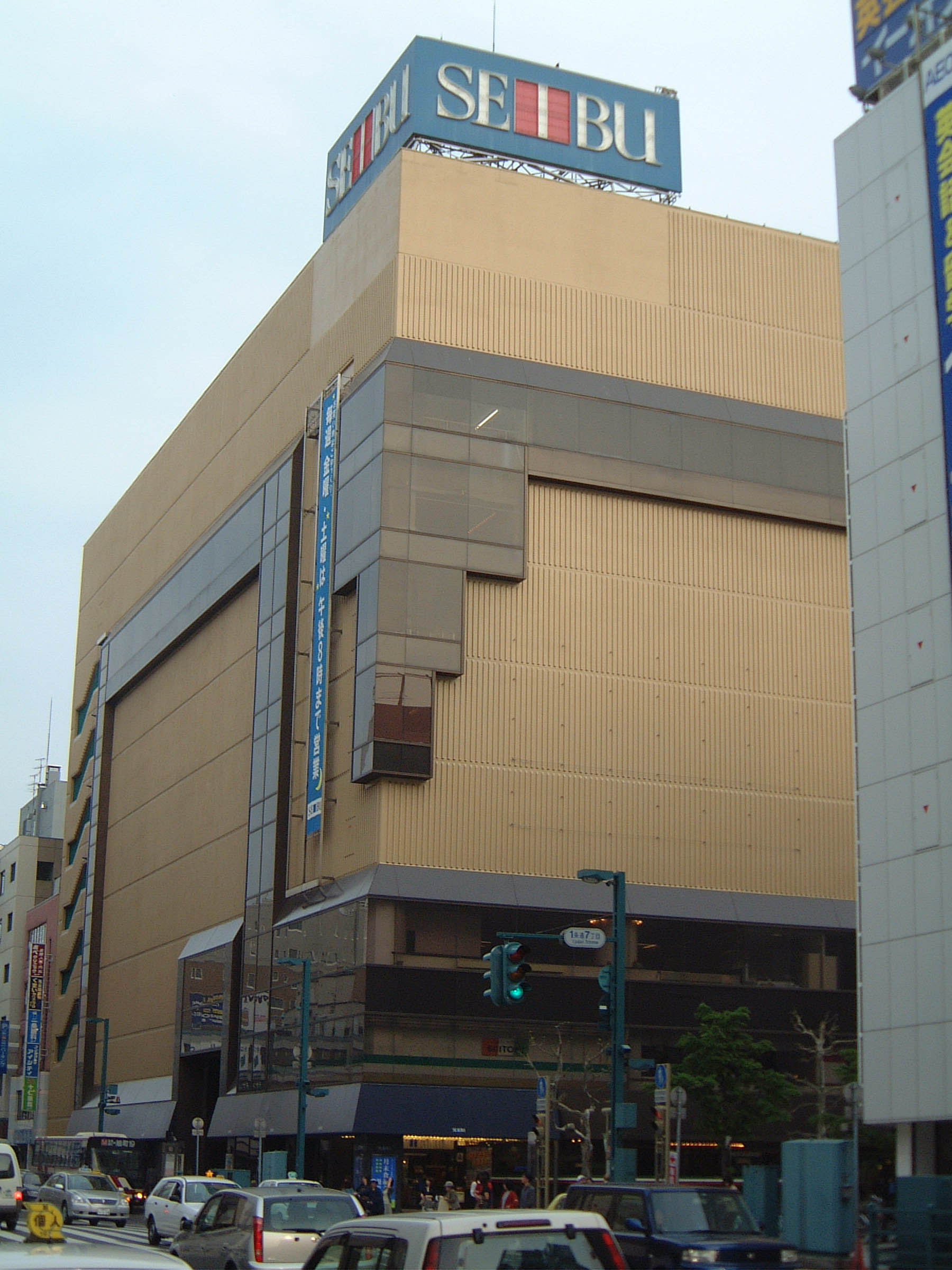
屋内マルシェ会場に使用されていた旧西武旭川店A館

## 開催遍歴
| 回数 （年度）     | 開催日                                                                           | 会場 | 開催時間 | 延べ来場者数 | キャッチコピー                                          |
| ----------------- | -------------------------------------------------------------------------------- | --- | --- | ------------ | ------------------------------------------------------- |
| 第1回 （2010年）  | 10月9日 - 10月11日 但し、10月1日午後に買物公園会場の一部エリアでプレ開催された。 | 買物公園会場 ふるさと交流ゾーン あさひかわバラエティゾーン 旭川農業まつりゾーン 米粉フェアIN旭川ゾーン カレーアイランド あさひかわにぎわいゾーン ラーメン王国 あさひかわアラカルトゾーン 蕎麦の里 地酒コーナー たいせつマルシェゾーン 常磐公園会場 大鍋・バーベキュー広場 世界「食」の広場 七条緑道会場 スウィーツ・手仕事の芸術小路 旭川駅前広場会場 ふるさと交流ゾーン                                                                   | 10:00 - 18:00 （最終日は17:00まで）                                                                             | 79万2千人    | 究極のスケール! 食のまち、出現。北・北海道を食べつくせ! |
| 第2回 （2011年）  | 9月17日 - 9月19日 （屋内マルシェは9月13日 - 19日）                               | 買物公園会場 ふるさと交流ゾーン 旭川にぎわいゾーン たいせつマルシェゾーン 旭川アラカルトゾーン 旭川しょうゆ焼きそばコーナー 地酒コーナー 蕎麦の里 ラーメン王国 常磐公園会場 イベントステージ 旭川バラエティーゾーン 旭川農業まつりゾーン 大鍋バーベキュー広場 休憩ゾーン 七条緑道会場 スウィーツ小路 旭川駅前広場会場 ふるさと交流ゾーン JR旭川駅構内・駅前広場 駅マルシェ 西武旭川店A館8階催事場 屋内マルシェ                             | 主要会場 10:00 - 18:00 屋内マルシェ 9:30 - 19:00 旭川にぎわいゾーン 10:00 - 20:00 （いずれも最終日は17:00まで） | 77万2千人    | まちがまるごと屋台になる3日間!!                         |
| 第3回 （2012年）  | 9月15日 - 9月17日 （屋内マルシェは9月13日 - 17日）                               | 買物公園会場 ふるさと交流ゾーン 旭川にぎわいゾーン たいせつマルシェゾーン 旭川バラエティーゾーン 旭川しょうゆ焼きそばゾーン 地酒ゾーン 蕎麦の里 旭川アラカルトゾーン ラーメン王国 常磐公園会場 メインステージ 名古屋・セントレア空港 旭川農業まつりゾーン 大鍋バーベキュー広場 休憩ゾーン 七条緑道会場 スウィーツ小路 旭川駅前広場会場 ふるさと交流ゾーン JR旭川駅構内・駅前広場 駅マルシェ 西武旭川店A館8階催事場 屋内マルシェ            | 主要会場 10:00 - 18:00 屋内マルシェ 9:30 - 19:00 旭川にぎわいゾーン 10:00 - 20:00 （いずれも最終日は17:00まで） | 84万7千人    | 年に一度、まちは巨大な『食』の市場に!!                  |
| 第4回 （2013年）  | 9月14日 - 9月16日 （屋内マルシェは9月13日 - 16日）                               | 買物公園会場 ふるさと交流ゾーン 旭川にぎわいゾーン 旭川グルメゾーン たいせつマルシェゾーン 旭川しょうゆホルメンゾーン カレーアイランド 蕎麦の里 常磐公園会場 名古屋・セントレア空港ゾーン 旭川農業まつりゾーン 大鍋・バーベキュー広場 プレミアムマルシェ 七条緑道会場 スゥイーツ小路 旭川駅前広場会場 駅前ラーメンゾーン ふるさと交流ゾーン JR旭川駅構内・駅前広場 駅マルシェ 西武旭川店A館8階催事場 屋内マルシェ                          | 主要会場 10:00-18:00 屋内マルシェ 9:30-19:00 旭川にぎわいゾーン 10:00-20:00 （いずれも最終日は17:00まで）       | 77万9千人    | とことん食べよう。秋だもん。                            |
| 第5回 （2014年）  | 9月13日 - 9月15日 （屋内マルシェは9月11日 - 15日）                               | 買物公園会場 オホーツクゾーン R40ゾーン オロロンゾーン 花街道＆R39ゾーン 旭川おいしいゾーン 農業まつりゾーン たいせつマルシェゾーン 地酒飲みくらべゾーン そばの里 常磐公園会場 エアラインゾーン もくもぐゾーン キッズマルシェ 自慢の逸品マルシェ 七条緑道会場 スイーツストリート 旭川駅前広場会場 ラーメンゾーン ホルメンVSしょうゆ焼きそば対決ゾーン 都市交流ゾーン JR旭川駅構内・駅前広場 駅マルシェ 西武旭川店A館8階催事場 屋内マルシェ | 主要会場 10:00 - 18:00 屋内マルシェ 9:30 - 19:00 （いずれも最終日は17:00まで）                                  | 108万5千人   | 今年も巨大市場が登場！ 道北の食材が旭川に大集結         |
| 第6回 （2015年）  | 9月19日 - 9月23日 （屋内マルシェは9月18日 - 23日、駅マルシェは9月21日 - 23日）   | 買物公園会場 国際交流と道北と旭川のおいしいゾーン 道北と旭川のおいしいゾーン 旭川のグルメと地酒飲みくらべゾーン たいせつマルシェゾーン そばの里 常磐公園会場 エアラインゾーン もくもぐゾーン ドリンクゾーン キッズマルシェ 七条緑道会場 ファームストリート スイーツストリート 旭川駅前広場会場 北と南のグルメ広場 JR旭川駅構内・駅前広場 駅マルシェ 西武旭川店A館8階催事場 屋内マルシェ 自慢の逸品マルシェ                                 | 主要会場 10:00 - 18:00 屋内マルシェ 9:30 - 19:00 （いずれも最終日は17:00まで）                                  | 124万8千人   | Welcome to Delicious Town おいしい街へおいでよぅ～。    |
| 第7回 （2016年）  | 9月17日 - 9月19日 （屋内マルシェは9月15日-19日）                                 | 買物公園会場 マルシェゾーン たいせつマルシェゾーン ファームゾーン そばの里 クラフト広場 常磐公園会場 都市交流ゾーン ファームゾーン もくもぐゾーン ドリンクゾーン キッズマルシェ 七条緑道会場 スイーツストリート 旭川駅前広場会場 おもてなし広場 JR旭川駅構内・駅前広場 駅マルシェ 西武旭川店A館8階催事場 屋内マルシェ | 主要会場 10:00 - 18:00 屋内マルシェ 9:30 - 19:00 （いずれも最終日は17:00まで）                                  | 103万5千人   | くうほど、どうほく。                                    |
| 第8回 （2017年）  | 9月16日 - 9月17日 （台風により18日は開催中止）                                   | 買物公園会場 マルシェゾーン 学生マルシェゾーン 沖縄ゾーン たいせつマルシェゾーン そばの里 クラフト広場 常磐公園会場 都市交流ゾーン ファームゾーン もくもぐゾーン ドリンクゾーン キッズマルシェ 七条緑道会場 スイーツストリート 旭川駅前広場会場 南さつまゾーン エアラインゾーン ご当地グルメゾーン 東北復興支援ゾーン JR旭川駅構内・駅前広場 駅マルシェ                                                                                    | 10:00 - 18:00                                                                                                   | 85万6千人    | 道北のうまいもんが大集合 あさひかわがうまくなる日       |
| 第9回 （2018年）  | 9月15日 - 9月17日                                                                | 買物公園会場 マルシェゾーン 沖縄ゾーン 学生 たいせつマルシェゾーン そばの里 クラフト広場 常磐公園会場 道の駅交流ゾーン ファームゾーン もくもぐゾーン キッズマルシェ 七条緑道会場 スイーツストリート 旭川駅前広場会場 東北復興支援ゾーン 南さつまゾーン エアラインゾーン ご当地グルメゾーン JR旭川駅構内・駅前広場 駅マルシェ | 10:00 - 18:00 （最終日は17:00まで）                                                                             | 102万2千人   | うまいもんが押し寄せる！                                |
| 第10回 （2019年） | 9月14日 - 9月16日                                                                | 買物公園会場 マルシェゾーン 沖縄ゾーン たいせつマルシェゾーン 学生マルシェゾーン そばの里 クラフト広場 常磐公園会場 道の駅交流ゾーン ファームゾーン もくもぐゾーン キッズマルシェ 七条緑道会場 スイーツストリート 旭川駅前広場会場 南さつまゾーン エアラインゾーン 震災復興ゾーン 四大グルメイベントゾーン ご当地グルメゾーン JR旭川駅構内・駅前広場 駅マルシェ                                                                            | 10:00 - 18:00 （最終日は17:00まで）                                                                             | 104万5千人   | 道北を食べ尽す3日間！                                   |
| 第11回 （2020年） | 9月20日 - 10月20日                                                               | オンライン開催※実会場での開催は中止 | 24時間（初日のみ10:00から）                                                                                     |              | 北北海道の味覚が満載。お店を見つけて応援しよう。        |
| 第12回 （2021年） | 新型コロナウイルス感染症の感染拡大に伴い開催中止                                 | | |              |                                                         |
| 第13回 （2022年） | 9月17日 - 9月19日                                                                | 買物公園会場 マルシェゾーン 学生マルシェ ファーマーズマルシェ ラーメンゾーン ドリンクブース こども縁日コーナー 七条緑道会場 スイーツストリート 旭川駅前広場会場 100年フード×ご当地グルメエリア 交流都市エリア 道の駅交流エリア キッチンカーエリア ドリンクブース JR旭川駅構内・駅前広場 駅マルシェ | 10:00 - 18:00 （最終日は17:00まで）                                                                             | 62万9千人    | 復活!!道北うまいもん衆、ここに再集結！                  |
| 第14回 （2023年） | 9月16日 - 9月18日                                                                | 買物公園会場 マルシェゾーン 学生マルシェ 四大グルメ交流ゾーン ラーメンゾーン こども縁日コーナー 七条緑道会場 スイーツストリート 旭川駅前広場会場 特別企画ブース 食べマルご当地グルメエリア 交流都市エリア 道の駅交流エリア ドリンクブース JR旭川駅構内・駅前広場 駅マルシェ | 10:00 - 18:00 （最終日は17:00まで）                                                                             | 81万4千人    | 美味しさ大爆発‼︎～食べ尽くせ，北北海道魅惑の３日間～     |

## エピソード

### 第1回
- 2010年10月1日に、札幌テレビ放送（STV）の情報番組「どさんこワイド179」で、旭川出身の明石英一郎アナウンサーが会場から中継をした。[注釈 1]
- 第1回の開催に合わせ、当時建設中だったJR旭川駅新駅舎の北側外壁が公開された。
- 常磐公園会場で行われたイベントで旭川市のゆるキャラの名前が「あさっぴー」と発表された。
- 第1回は実験的な開催だったが、好評であり、経済効果もあったため翌年以降も開催することが決まり、旭川市も開催資金の一部拠出の継続を決定した。

### 第2回
- 第2回からは各会場を結ぶシャトルバスが20分間隔で運行されるようになった。
- 関連事業イベントとして旭川市主催の「世界を知ろう展」がフィール旭川で開催された。
- 買物公園会場の旭川にぎわいゾーンで、夜は「ナイトマルシェ」として、20:00まで営業することになった。
- 駅マルシェ実行委員会（事務局：旭川信用金庫）の主催により、JR旭川駅構内及び旭川駅前広場の一部の場所を使用して、食べマルシェの共催事業である「駅マルシェ」が初めて開催された。

### 第3回
- 昨年から一部レイアウトとゾーン名を変更した。
- 大鍋バーベキュー広場の一部を旭川プレミアム・マルシェとして、時間限定、数量限定で、スイーツやロースとビーフなど旭川市内の逸品を販売した。
- 旭川市との交流都市である北名古屋市から初出店（名古屋・セントレア空港ゾーン）を果たした。また、北名古屋市の戦隊ヒーローも食べマルシェのイベントに参加した。
- この回より北海道新聞旭川支社が共催として参加している。
- 9月15日のFMりべーるの特別番組（会場からの公開生放送）が、放送機器のトラブルの影響により途中までで中止となった。

### 第4回
- 初日の9月14日には常磐公園会場にお笑いコンビ「しろっぷ」が登場しライブを開催。駅マルシェ会場では当時北海道四季劇場にて上演されていたミュージカル『美女と野獣』に関するクイズ大会が14日と15日に行われていた。
- NHK旭川放送局の開局80周年記念事業として、駅マルシェ会場にて『スーパーハイビジョンパブリックシアター』と題した視聴会が行われた。

### 第5回
- 開催初日の9月13日、「あさっぴーの幼なじみの女の子名前発表会」にて、旭川の雪とキリンが融合したキャラクターであるあさっぴーのサブキャラ名が「ゆっきりん」と発表された。
- 旭川市のご当地グルメである「旭川しょうゆ焼きそば」の30万食達成記念イベントとして「旭川しょうゆ焼きそば大食い王決定戦」が行われた。
- 子ども向けエリアとして「キッズマルシェ」が初めて設置された。
- 会期中の延べ来場者数が初めて100万人を突破し、売上総額が2億円を突破した。

### 第6回
- 大型連休（シルバーウィーク）となったことから、5日間の開催となり、来場者は最多の延べ124万8千人となった。
- 北海道旭川農業高等学校と(株)ローソンで新商品を共同開発し、食べマルシェ会場及び道内ローソンで数量限定・期間限定で「北海道旭川農業高等学校×LAWSON共同企画　米粉入りロールケーキ（旭川産米粉と北海道産生クリーム入りホイップ使用）」が販売された。
- 9月21日、旭川駅前会場ステージにおいて，旭川市長と南さつま市長による「姉妹都市提携交流合意書調印式」が行われた。

### 第7回
- 食べマルシェ開催当初からの協賛企業であるサッポログループ協力のもと、「サッポログループプレゼンツ　北・北海道グルメコンテスト」が行われ、フード部門で「とんかつと焼肉　自由軒」の『じゃがブター』、スイーツ部門で「壺屋総本店」の『あんチーズタルト』が大賞に選ばれた。
- 西武旭川店の閉店により、第2回から続いた企画である「屋内マルシェ」は今回が最後となった。
- 食べマルシェ会場内を周遊するスタンプラリーが初めて行われた。

### 第8回
- 台風の影響により最終日の9月18日が中止となり、2日間の開催となった。
- 「いろいろな料理を少しずつ、多品目食べたい」という来場者の要望から、「食べくらべ200円グルメ」の取組が開始された。200円グルメ専用商品や通常販売商品の量を少なくした「200円商品」の設定が呼びかけられた。
- 北海道クリーニング生活衛生同業組合旭川クリーニング組合の協力により、食べマルシェ会場内でできた「食べこぼし」等の汚れについて、無料でしみ抜きサービスを実施する取組が開始された。
- 旭川市とユジノサハリンスク市（ロシア）との友好都市提携50周年を記念し、同市のシェフ3名がロシア料理を販売した。
- 北北海道地域で農業、食品加工や栄養学などを学ぶ若者の学習の成果を披露する場として「学生マルシェゾーン」が設置され、高校生や学生等が料理や野菜等を販売した。
- 「ニコニコ町会議　全国ツアー2017」が食べマルシェ期間中である9月17日に旭川市北彩都エリアにおいて開催された。
- 旭川の農畜産物や農産加工品の美味しさを味わってもらい、市内外に旭川の「農」の魅力をPRすることを目的とした「農場バル」が初めて設置された。

### 第9回
- 9月6日に発生した北海道胆振東部地震による影響から、演出の一部を自粛し、節電を呼びかけるブースが設置されたほか、災害義援金の募金が呼びかけられた。
- 同地震により商品の確保等が困難となり、出店を辞退する出店者がいた。
- 「らーめんの会旭川」、「あさひかわラーメン村」、「旭川ラーメンバーズ」の3者と合同で、10月19日に厚真町で旭川ラーメンの炊き出し支援が行われたほか、集まった義援金や無洗米と甘酒の支援物資の提供が行われた。
- 雨の日に参加店舗が割引やおまけなどのサービスを実施する「雨の日サービス」が開始された。

### 第10回
- 10回目の記念開催となり、演劇ユニット「TEAM NACS」の森崎博之による「食」に関するトークショーが行われた。そのほかにも、旭川市にゆかりのある著名人によるステージイベントが行われた。
- 10回目記念の特別企画として、旭川フードテラス前を会場に「MORE MARCHE」が開催された。「道北の食をデザインでアップデートする。」をテーマに地元シェフとデザイナーがコラボした特別メニューの販売や、繰り返し使用できるリユースカップを用いてオリジナルカクテルを提供するなど、環境に配慮した取組も行われた。
- 北海道の秋のグルメイベントである「さっぽろオータムフェスト」、「はこだてグルメサーカス」、「とかちマルシェ」と連携を図り、「秋の北海道を食べつくせ！！四大グルメイベントスタンプラリー」が実施された。スタンプの数に応じて抽選により各イベントや協賛社から景品が用意された。
- 震災復興支援として、北海道胆振東部地震により被災したむかわ町、厚真町からも出店の受け入れが行われた。
- 旭川北高等学校英語部のボランティアによる外国人来場者向けの案内所が初めて設置された。

### 第11回
- 新型コロナウイルス感染症の感染拡大に伴い、実会場での開催が中止された。全日程の開催中止は今回が初めてである。
- 初のオンラインでの開催となり、9月20日から10月20日の1か月間、出店者の商品を通信販売により購入ができるようなったほか、クラウドファンディングによる出店者の支援などの取組が行われた。

### 第12回
- 新型コロナウイルス感染症の感染拡大に伴い、開催が中止された。

### 第13回
- 新型コロナウイルス感染症の影響により、3年ぶりに実会場での開催となった。
- 様々な感染対策の取組が施された中での開催となり、その一例として、シャトルバスの運行中止、これまで紙で行われていた会場内のスタンプラリーがQRを活用した電子方式に変更、ゴミ分別テントの数の減少など、あわせてイベント内容の見直しも図られた。
- 常磐公園会場の実施見送りやステージ数の減少など、会場規模も一部縮小された。
- 最終日には、旭川駅前広場会場ステージ上で旭川市、株式会社コンサドーレ、一般社団法人コンサドーレ北海道スポーツクラブの三者による包括連携協定締結式が行われた。

### 第14回
- 新型コロナウイルス感染症が5類に移行され、４年ぶりの通常開催となり、多くの来場者で賑わっていた。
- 特別企画として、テレビ番組「CHEF-1グランプリ」初代優勝者で、令和5年4月に「旭川食のアンバサダー」に就任した旭川市出身の「下國伸」シェフによる食べマルシェのために考案したオリジナルカレー2種類（旭川産食材を使用した「旭川カレー」、姉妹都市である南さつま市産食材を使用した「南さつまカレー」）が販売され、3日間で3,000食を売り上げ完売となるなど人気を博したほか、「江丹別そば」と「ホルモン」を使用した同シェフ監修の「ホルモンカレーそば」も販売された。
- 下國伸シェフは旭川駅前広場会場のステージイベントにも3日間出演し、トークショー、学生とのコラボ企画やステージ上で生調理を行うなど様々な催しが行われた。
- 第1回から発行されていた「食べマルシェお楽しみチケット（旧共通利用券）」の発行が中止となり、新たにキャッシュレス決済の促進が図られた。
- 旭川駅前広場会場ステージに大型LEDビジョンが設置され、同ビジョンを活用したゲーム大会の実施や協賛企業のCMが上映されるなど、広く活用された。
- 食べマルシェでは初となる七条緑道会場にステージが1基設置され、4年ぶりに市民参加ステージイベントが実施されたほか、「こども縁日コーナー」として2013年以来となる旭川平和通買物公園8条通の街区が活用されるなど、七条緑道会場近郊も多くの来場者で賑わっていた。
- サッポロビール株式会社との連携により、脱プラスチックの取組として、使用済み紙コップのリサイクルが試験的に行われた。
- 北海道の秋のグルメイベントである「さっぽろオータムフェスト」、「はこだてグルメサーカス」、「とかちマルシェ」と連携した「北海道の秋の味覚を堪能しよう！四大グルメイベントスタンプラリー」が2019年以来、4年ぶりに実施された。